# Gypona vertara
Gypona vertara är en insektsart som beskrevs av Delong 1977. Gypona vertara ingår i släktet Gypona och familjen dvärgstritar. Inga underarter finns listade i Catalogue of Life.